# Specie ferale
Una specie ferale è una specie animale che vive e si riproduce liberamente in natura pur appartenendo ad una specie domestica. La feralità può essere considerata il processo opposto alla domesticazione.
Il termine deriva dal latino "fera", animale selvaggio.